# سرجوخه
| درجه‌های ارتش ایران | درجه‌های ارتش ایران | درجه‌های ارتش ایران |
| نیروها             | نیروها             | نیروها             |
| زمینی و هوایی      | دریایی             |                    |
| ------------------ | ------------------ | ------------------ |
| ارتشبد             | دریابد             |                    |
| سپهبد              | دریاسالار          |                    |
| سرلشکر             | دریابان            |                    |
| سرتیپ              | دریادار            |                    |
| سرتیپ دوم          | دریادار دوم        |                    |
| سرهنگ              | ناخدا یکم          |                    |
| سرهنگ دوم          | ناخدا دوم          |                    |
| سرگرد              | ناخدا سوم          |                    |
| سروان              | ناوسروان           |                    |
| ستوان ۳، ۲ و ۱     | ناوبان ۳، ۲ و ۱    |                    |
| استوار ۲ و ۱       | ناواستوار ۲ و ۱    | ناواستوار ۲ و ۱    |
| گروهبان ۳، ۲ و ۱   | مهناوی ۳، ۲ و ۱    | مهناوی ۳، ۲ و ۱    |
| سرجوخه             | سرناوی             | سرناوی             |
| سرباز ۲ و ۱        | ناوی ۲ و ۱         | ناوی ۲ و ۱         |
| سرباز              | ناوی               | ناوی               |

سرجوخه از درجه‌های ارتش است و به فرمانده چهار یا پنج سرباز گفته می‌شود.
سرجوخه در نیروهای مسلح معمولاً سمت فرماندهی جوخه را دارد، که یگانی راهکنشی و کوچکی است که در ساختار سلسله‌مراتبی کوچکتر از رسد و بزرگ‌تر از گروه است و معمولاً از ۷ تا ۱۰ سرباز تشکیل می‌شود.
پیش از دوره رضاشاه به سرجوخه «سرجوقه» می‌گفتند.
درجه سرجوخه بر روی دوش نصب نمی‌شود. در ارتش ایران بر روی قسمت پایین آستین و در سپاه بر روی بازو قرار می‌گیرد.
اخیراً در ارتش ایران کلیه درجات سربازان و سرجوخگان بر روی بازو نصب می‌گردد.

## نگارخانه

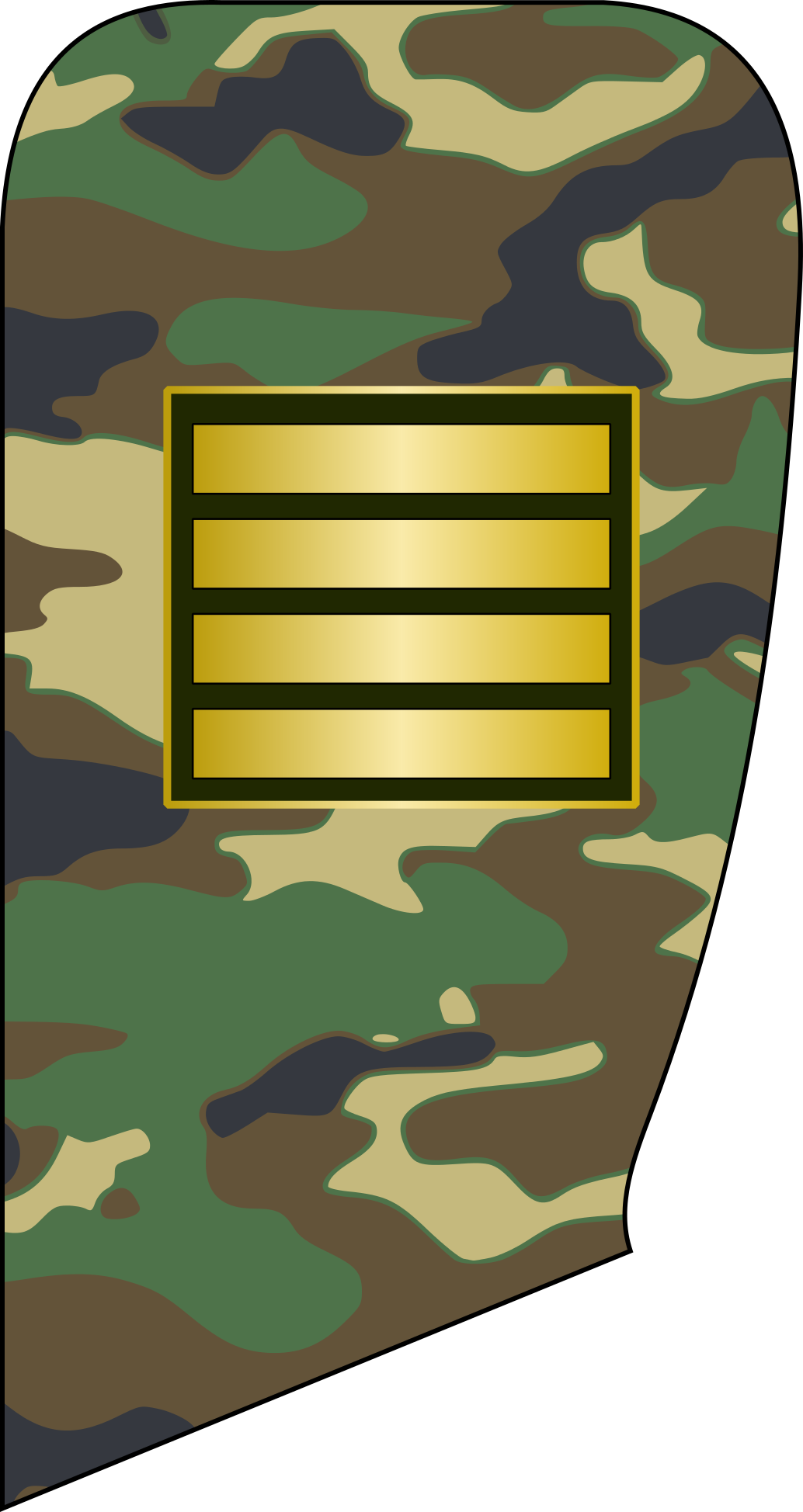
نشان سرجوخه در نیروی زمینی ارتش جمهوری اسلامی ایران (آجا)

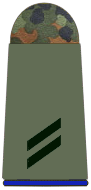
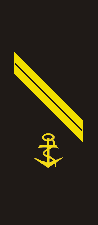
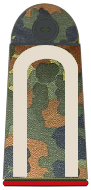

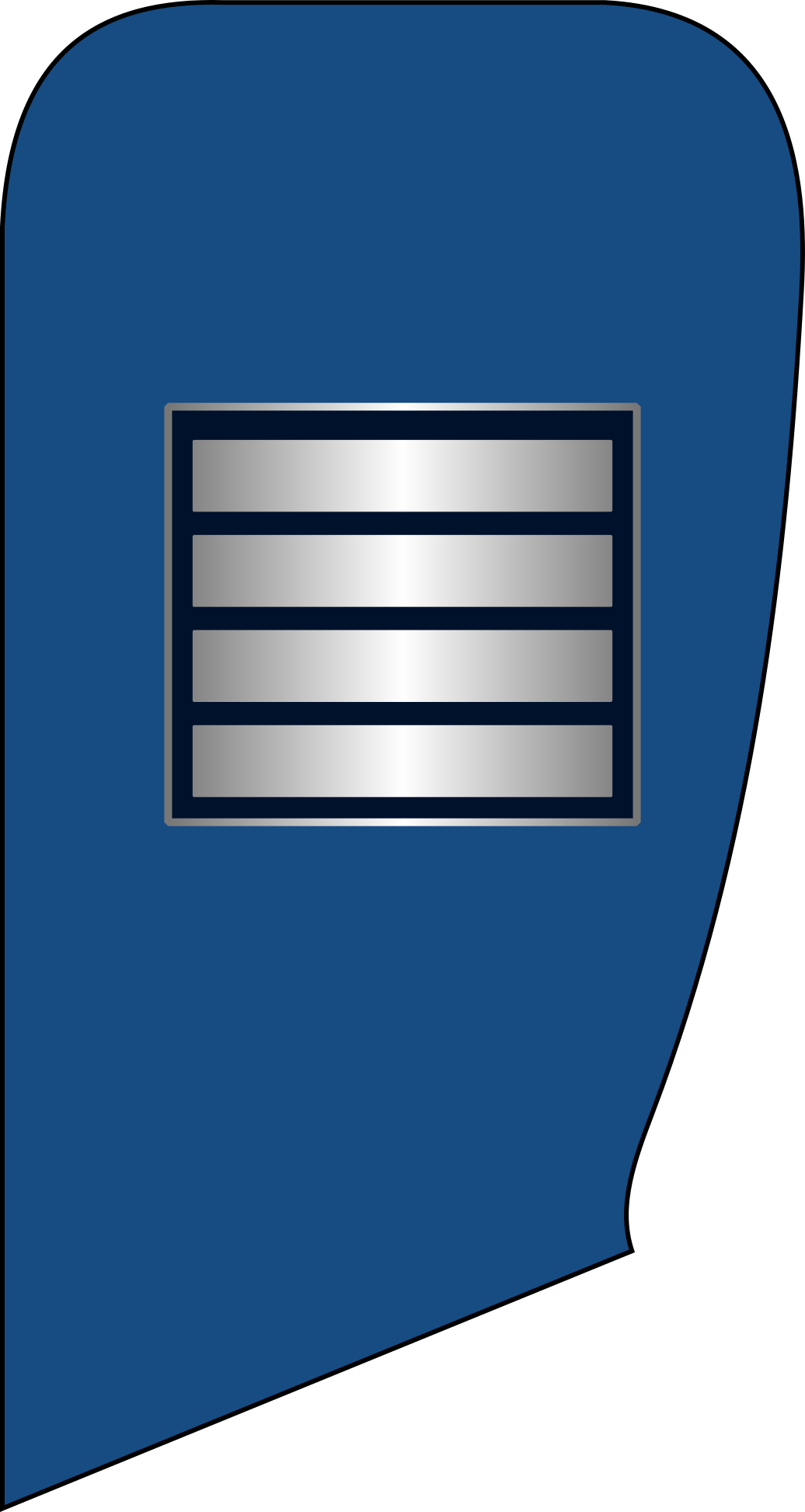
نشان سرجوخه در نیروی هوایی ارتش
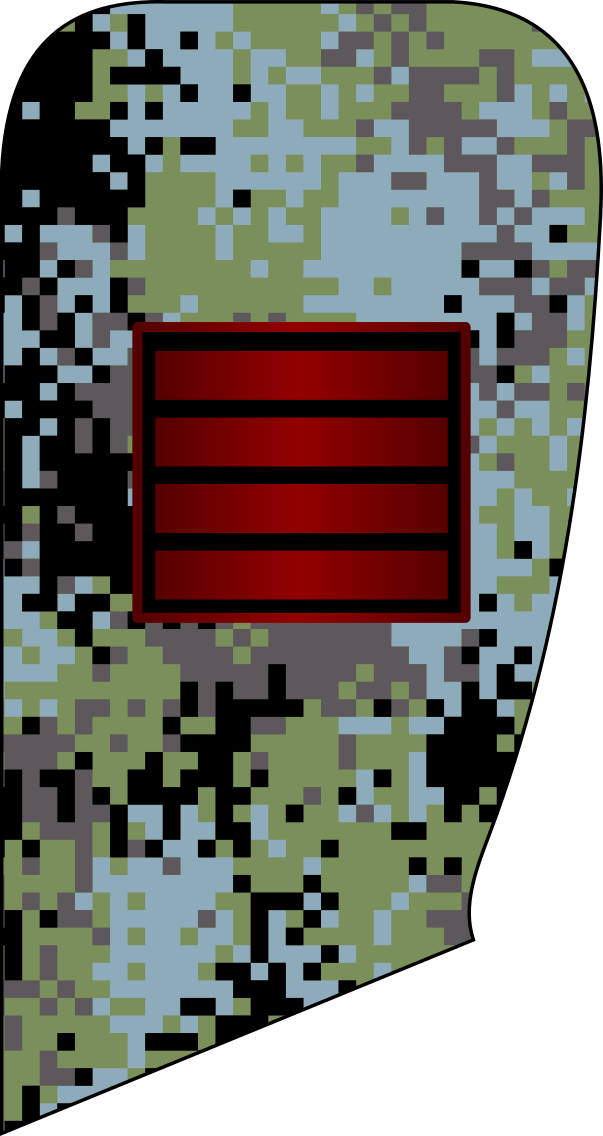
نشان سرناوی (معادل سرجوخه) در نیروی دریایی ارتش
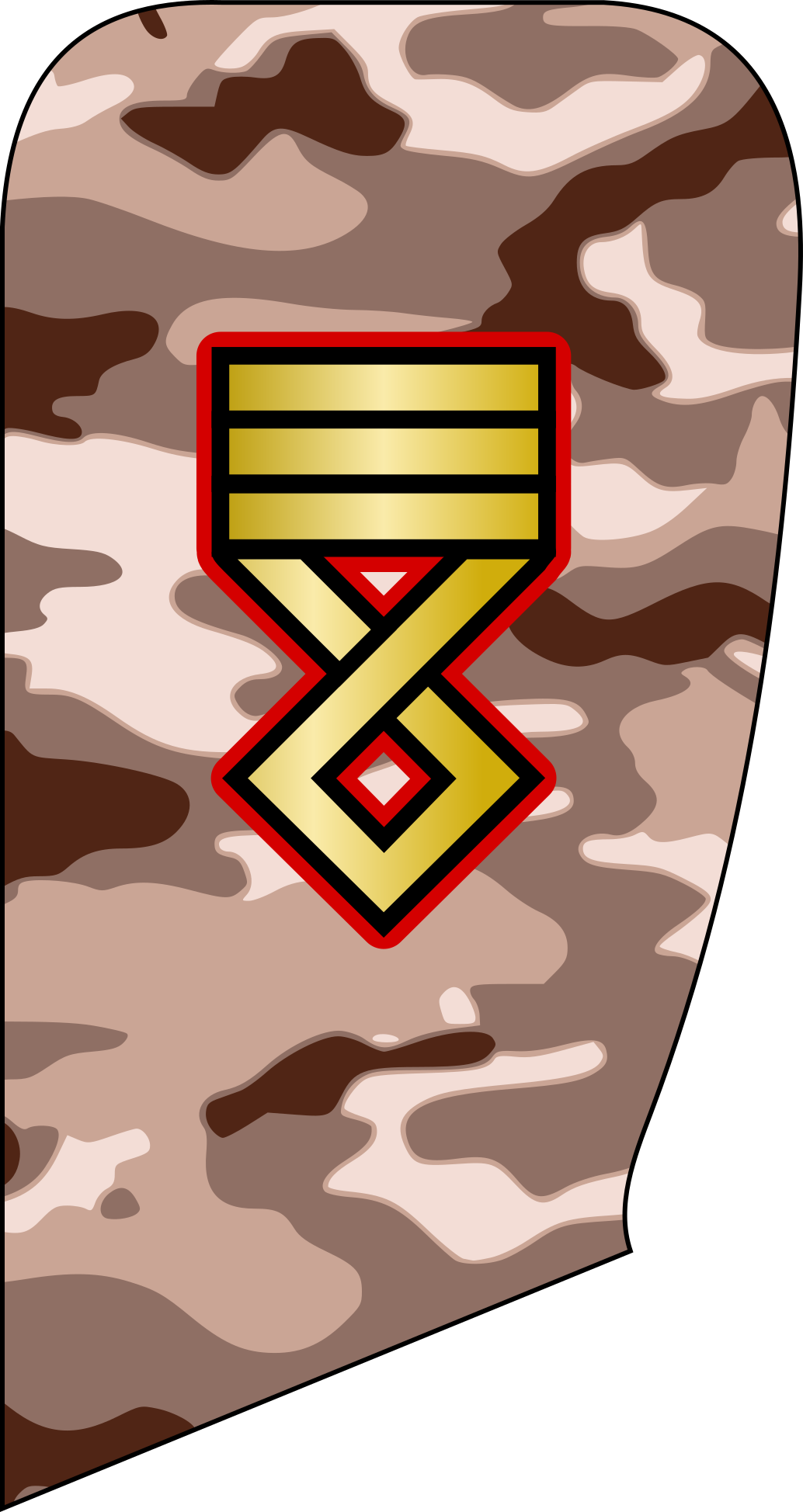
نشان رزم‌یار و سرناوی در نیروی زمینی و نیروی دریایی سپاه پاسداران انقلاب اسلامی
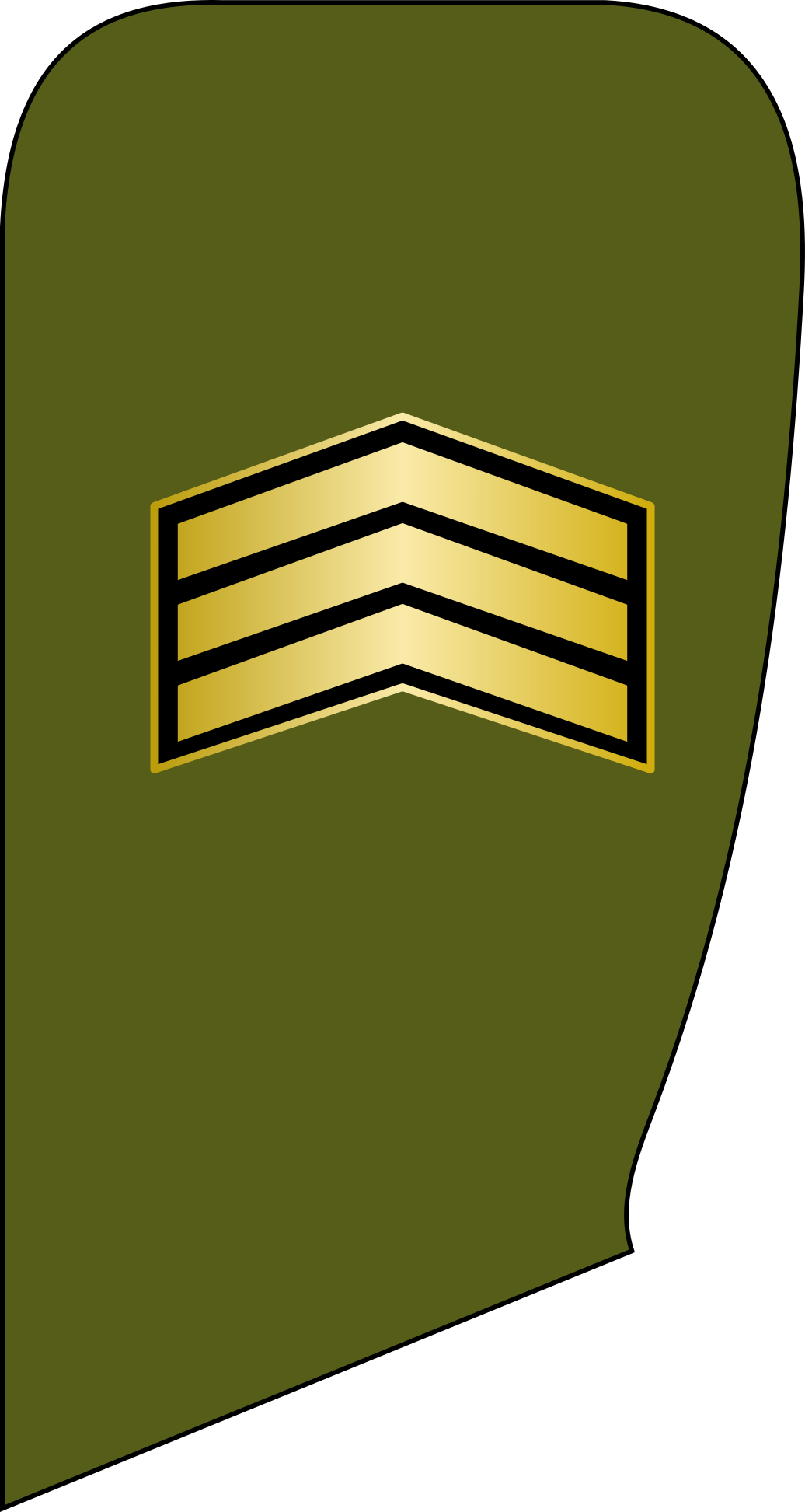
نشان سرجوخه در نیروی انتظامی جمهوری اسلامی ایران (ناجا)
نشان سرجوخه در نیروی زمینی شاهنشاهی ایران